# 李熙斗
李熙斗（韓語：이희두；1869年7月16日—1925年6月21日），是大韓帝國軍軍人和大日本帝國陸軍軍人。

## 生涯
1895年前往日本留學，在陸軍士官學校（第9期）和陸軍戸山學校修學，光武2年（1898年）被日本政府授勲六等瑞寶章，歸國後任陸軍武官學校教官。光武5年被日本政府授勲四等瑞寶章，光武6年（1902年）授勲四等旭日章，與日本陸軍關係親密。
光武11年（1907年）加入一進会，任忠州支部長，彈壓反日義兵抗争，和積極推動締結日韓合併條約，日俄戰爭時因協助日軍進入首爾有功而得高評價，隆熙2年（1908年）被日本授與勲二等瑞寶章、同年被任命陸軍武官學校校長。
1920年（大正9年）4月26日，根據第118號勅令，從大韓帝國中的陸軍参將轉為大日本帝國陸軍少將，同年授勲二等旭日重光章。

## 死後之評價
2005年告2006年公布的親日派名單中，他也是其中一人。